# Hate, Dominate, Congregate, Eliminate
Hate, Dominate, Congregate, Eliminate är The Project Hate MCMXCIXs tredje studioalbum, utgivet den 25 augusti 2003. Det producerades av Lord K. Philipson, med assistans av Petter S. Freed och Mieszko Talarczyk. Det var den första skivan med Jonna Enckell på sång, som ersatte Mia Ståhl. Till en början visste bandmedlemmarna inte vad skivan skulle heta, så Lord K. frågade runt för inspiration på diverse forum, och fick titeln i princip som den är, av en kanadensare vid namn Derek. Lord K. bytte ut det avslutande ordet – vilket han inte själv kommer ihåg vad det ursprungligen var – mot Eliminate, och titeln var färdig. För första, och hittills enda gången är alla låttitlar på skivan endast ett ord, vilket ansågs vara en utmaning av bandet, då det är ett band som påstår sig anse "Oceans of Seemingly Endless Bleeding" vara en kort och bra titel.

## Låtlista
1. Hate – 9:05
2. Nailed – 7:10
3. Dominate – 8:40
4. Deviate – 8:41
5. Congregate – 7:30
6. Burn – 12:23
7. Eliminate – 8:35
8. Weep – 7:28

## Medverkande
The Project Hate MCMXCIX
- Lord K. Philipson – gitarr, basgitarr, programmering, keyboard, bakgrundssång
- Jörgen Sandström – sång
- Jonna Enckell – sång
- Peter S. Freed – rytmgitarr, sologitarr, sång

Bidragande musiker
- Emperor Magus Caligula (Magnus Broberg) – sång
- Morgan "Mogge" Lundin – sång
- Rickard Alriksson – sång

Produktion
- Lord K. Philipson – musikproducent, ljudtekniker, ljudmix
- Petter S. Freed – musikproducent, ljudtekniker, ljudmix
- Mieszko A. Talarczyk – musikproducent, ljudtekniker, ljudmix
- Sören Elonsson – mastering
- Marko Saarelainen – omslagsdesign
- Jouni Väänänen – foto
- Kristina Persson – foto